# Венцборк
Венцборк (пол. Więcbork, нім. Vandsburg) — маленьке містечко в північній Польщі, у районі Краєнських озер.
Належить до Семполенського повіту Куявсько-Поморського воєводства.

## Відомі люди
- Юзеф Потулицький — чернігівський воєвода, уродженець міста
- Миколай Зебжидовський, чоловік Венцборської, від якої отримав місто як віно.

## Демографія
Демографічна структура станом на 31 березня 2011 року:
|          | Загалом | Допрацездатний вік | Працездатний вік | Постпрацездатний вік |
| -------- | ------- | ------------------ | ---------------- | -------------------- |
| Чоловіки | 57      | 10                 | 43               | 4                    |
| Жінки    | 51      | 12                 | 26               | 13                   |
| Разом    | 108     | 22                 | 69               | 17                   |